# Portrait of Sonny Criss
| Recensione | Giudizio |
| ---------- | -------- |
| AllMusic   | [ 1 ]    |

Portrait of Sonny Criss è un album discografico del sassofonista jazz statunitense Sonny Criss, pubblicato dalla casa discografica Prestige Records nel settembre del 1967.

## Tracce
Lato A
1. A Million or More Times – 4:15 (Walter Davis Jr., Mayme Watts)
2. Wee – 4:32 (Denzil Best)
3. God Bless the Child – 6:25 (Billie Holiday, Arthur Herzog)

Lato B
1. On a Clear Day – 6:22 (Alan Jay Lerner, Burton Lane)
2. Blues in the Closet – 5:09 (Oscar Pettiford)
3. Smile – 4:40 (Charlie Chaplin)

- Il brano Smile nella tracklist della ristampa su CD (OJCCD-655-2) è attribuito a: Charlie Chaplin, John Turner e Geoffrey Parsons

## Musicisti
- Sonny Criss - sassofono alto
- Walter Davis Jr. - pianoforte
- Paul Chambers - contrabbasso
- Alan Dawson - batteria

Note aggiuntive
- Don Schlitten - produttore
- Registrazioni effettuate il 23 marzo 1967 al Rudy Van Gelder Studio di Englewood Cliffs, New Jersey (Stati Uniti)[4]
- Rudy Van Gelder - ingegnere delle registrazioni
- Michael Morgan - note retrocopertina album[5]